# Căn cứ không quân Thule

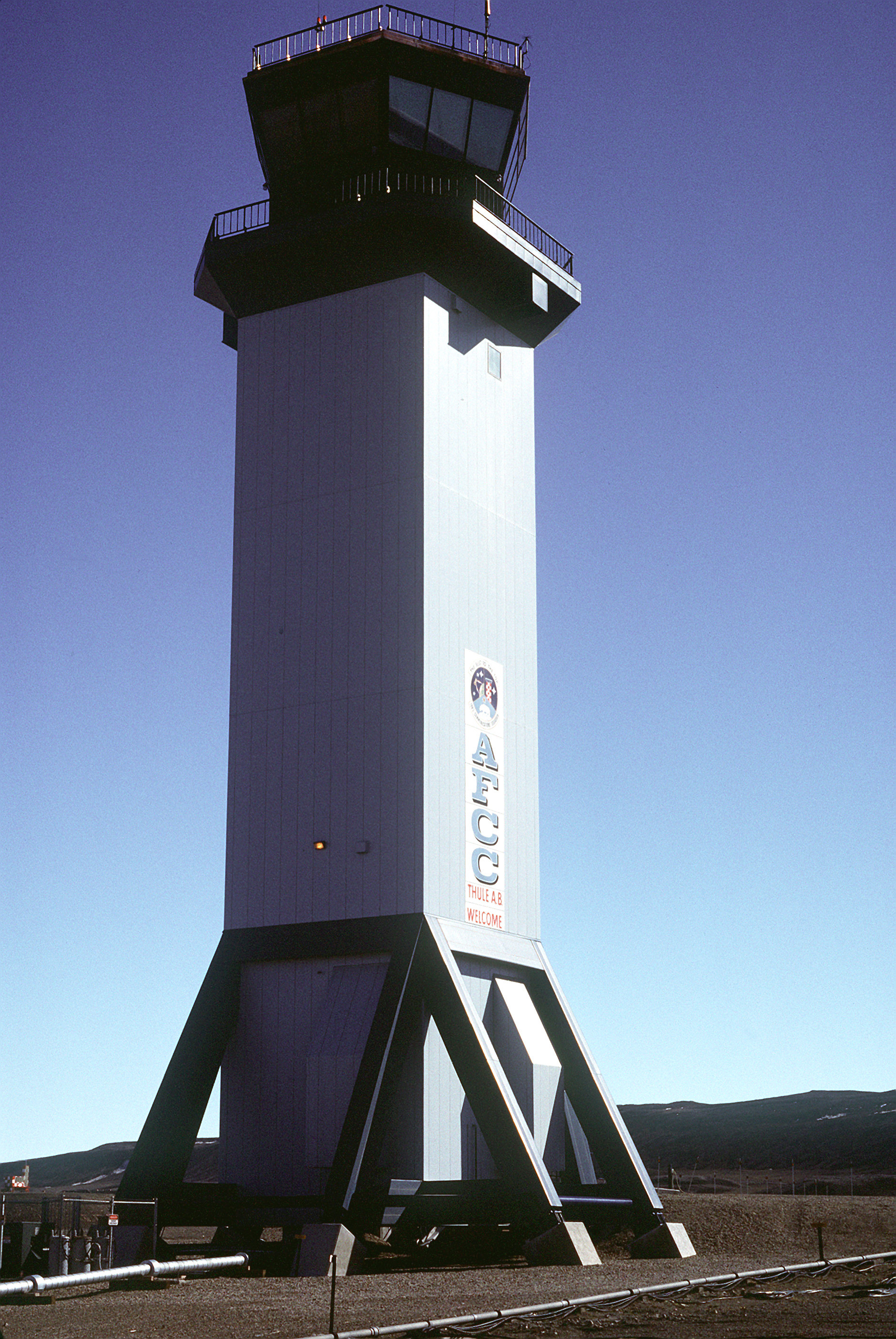
Tháp kiểm soát không lưu ở Căn cứ Không quân Thule, 1989.

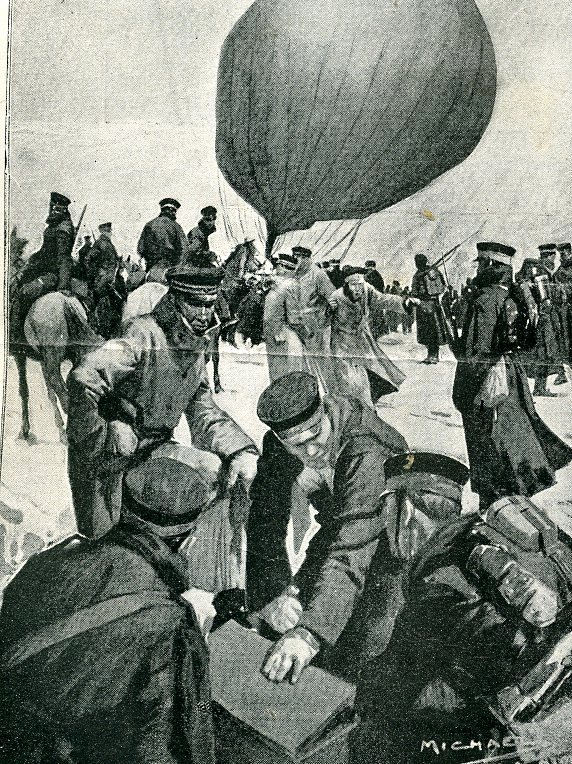
Tuyến đường trinh sát từ Căn cứ Không quân Thule tới Liên bang Xô-Viết

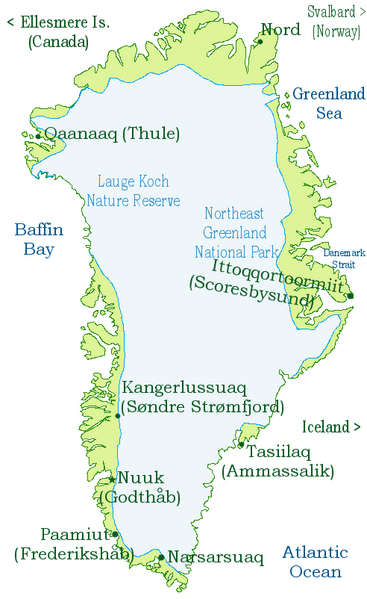
Bản đồ Greenland

Căn cứ không quân Thule, (hoặc Sân bay Pituffik) (IATA: THU, ICAO: BGTL), là 1 Căn cứ quân sự cực bắc của Hoa Kỳ tại xã Qaanaaq, tây bắc đảo Greenland, ở phía bắc Vòng Bắc Cực 1.118 km và cách phía nam Bắc Cực 1.524 km. Căn cứ này cách Cực Địa từ bắc khoảng chừng 885 km, trên thành phố cũ Dundas, (được dời tới Qaanaaq). Quân số thường xuyên của Căn cứ này là 235 người (ngày 1.1.2005). Vị trí: 76°32′B 68°50′T / 76,533°B 68,833°T.

## Lịch sử
Căn cứ Không quân Thule được xây dựng ngay sau Thế chiến thứ hai, sau khi Hoa Kỳ lập quan hệ chặt chẽ với chính quyền đảo Greenland tương đối tự trị năm 1941, vì lúc đó Đan Mạch bị Đức quốc xã chiếm đóng. Năm 1951, hạ tầng cơ sở của Căn cứ đã khá đủ để bố trí một số máy bay ném bom tại đây trong thời kỳ Chiến tranh lạnh với Liên Xô. (Các hình ảnh tại trạm quan sát thời tiết Thule năm 1950) http://groups.msn.com/MouldBayEurekaIsachsenAlert/thuleuswbggrabbitt.msnw%5B%5D

### Thập niên 1950
Chỉ sau vài ngày báo trước, các cư dân Inuit địa phương bị buộc phải dời khỏi nơi cư trú cũ của họ để tới cư ngụ tại Qaanaaq trong tháng 5/1953 để lấy đất lập Căn cứ này. Họ đã không được một khoản bồi thường nào cho tới năm 1999.
Ban đầu Căn cứ được dùng làm căn cứ cho Bộ chỉ huy Không quân chiến thuật Hoa Kỳ (Strategic Air Command, SAC), định kỳ được dùng như căn cứ cho các máy bay B-36 Peacemaker và B-47 Stratojet trong thập niên 1950, cũng như một nơi lý tưởng để thử nghiệm tính khả thi và tính chịu đựng của hệ thống vũ khí này trong điều kiện thời tiết cực lạnh. Việc thử nghiệm tương tự với loại máy bay B-52 Stratofortress cũng diễn ra trong thập niên 1950 và 1960.
Năm 1954, tháp Globecom Tower, một tháp liên lạc vô tuyến quân sự cao 378 m được xây dựng. Đây là cấu trúc nhân tạo cao thứ ba thế giới trong thời điểm đó.
Năm 1959, Camp Century, được xây dựng cách Căn cứ Thule khoảng 200 km về phía đông.. Trại Century được đào trong lòng núi băng lục địa để dùng làm căn cứ nghiên cứu khoa học từ năm 1959 tới 1967.

### Thập niên 1960
Năm 1961, hệ thống radar báo động sớm khi có hỏa tiễn tấn công (Ballistic Missile Early Warning Systems, BMEWS) được xây dựng ở khu "J", 21 km (13 mi) đông bắc Căn cứ chính. BMEWS được hãng Raytheon thiết lập để báo động sớm trong trường hợp có hỏa tiễn tấn công vào Bắc Mỹ từ Liên Xô hoặc từ tàu ngầm. Thời điểm này Căn cứ có quân số đông nhất, khoảng 10.000 người. Từ tháng 7/1965, các hoạt động của Căn cứ giảm dần. Tháng 1/1968 quân số của Căn cứ giảm xuống còn 3.370 người.
Ngày 21.1.1968, một máy bay B-52G mang theo 4 trái bom nguyên tử đã bị rớt xuống biển băng, ngay ngoài Căn cứ Thule và bị bốc cháy. Trên 700 người Đan Mạch, Greenland và nhân viên quân sự Hoa Kỳ đã phải làm việc trong điều kiện không được bảo vệ an toàn, để dọn dẹp chất thải hạt nhân. Sau đó các người này đã không được bồi thường gì, mặc dù một số người bị bệnh ung thư và bị vô sinh. Năm 1987 gần 200 người Đan Mạch và Greenland đã kiện chính phủ Hoa Kỳ, nhưng không thành công.

### Thập niên 1970
Thule cũng là nơi trên đất liền mà tốc độ gió lên tới kỷ lục là 333 km/h (207 mph), được đo ngày 8.3.1972. Thule cũng là Căn cứ Không quân duy nhất của Hoa Kỳ được trang bị 1 tàu kéo để giúp kéo các tàu vào cảng trong mùa hè cũng như để chạy quan sát Vịnh Northstar (mùa đông thì đưa tàu kéo lên bờ). Năm 1982 Thule trở thành Căn cứ của Air Force Space Command.

## Ngày nay

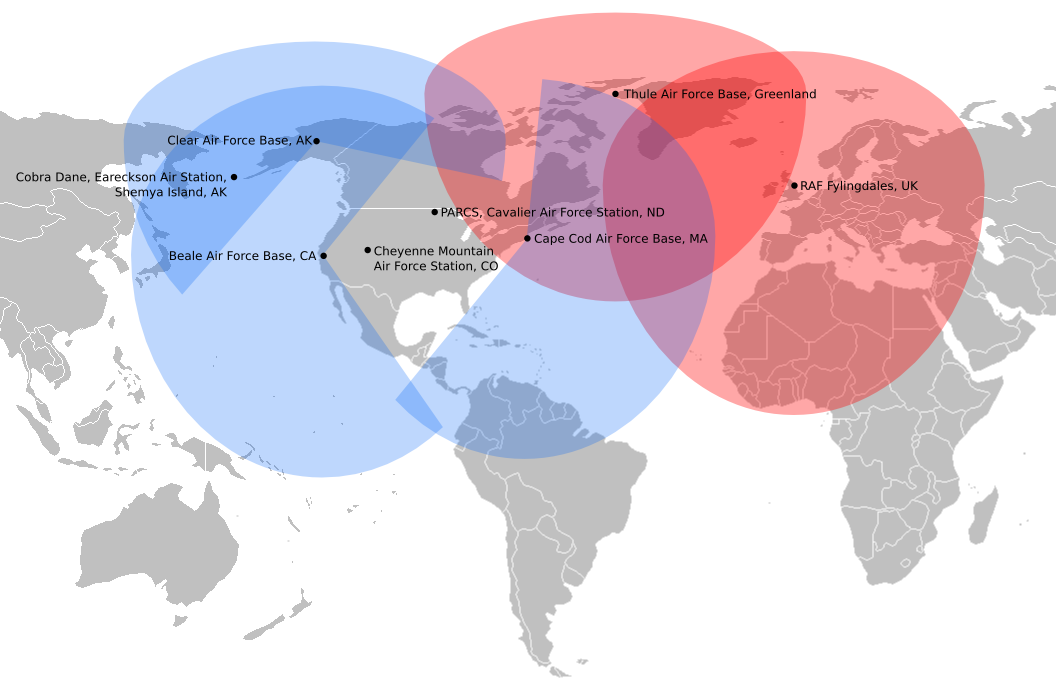
BMEWS màu đỏ

Ngày nay, Thule là Căn cứ quân sự của Liên đoàn căn cứ không quân 821 (821st Air Base Group), là nơi trú đóng của đơn vị Phi đoàn Cảnh báo Không gian 12 (12th Space Warning Squadron), Không đoàn Không gian 21 (21st Space Wing). Đây cũng là cơ sở của Phòng 3 tác chiến của Phi đoàn Điều phối Không gian 22 (22nd Space Operations Squadron), thuộc Không đoàn Không gian 51 (50th Space Wing). Các đơn vị này đều là những đơn vị chiến lược với nhiệm vụ điều hành các hệ thống vệ tinh cảnh báo mối nguy cơ bị tấn công bằng tên lửa đạn đạo liên lục địa vào vùng Bắc Mỹ.
Thule có phi đạo dài 3.000 m (10.000 ft) và hàng năm có 2.600 chuyến bay.

## Gallery

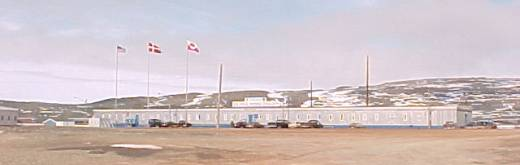
Căn cứ Không quân Thule
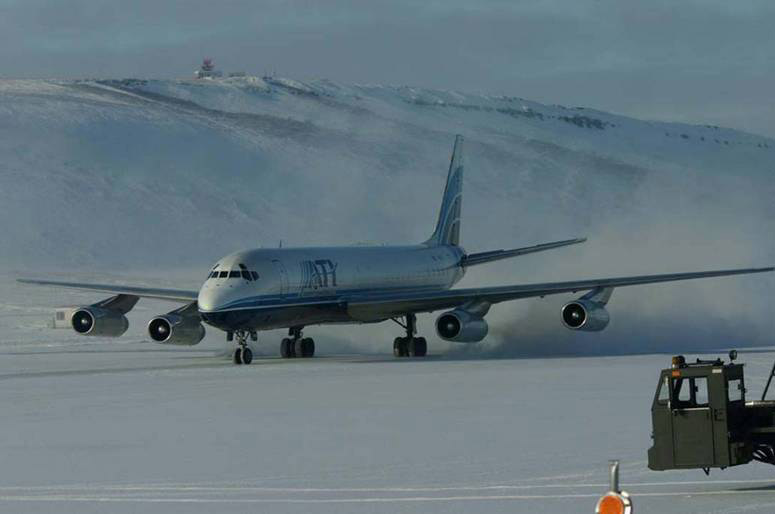
Air Transport International DC-8 với tiếp liệu
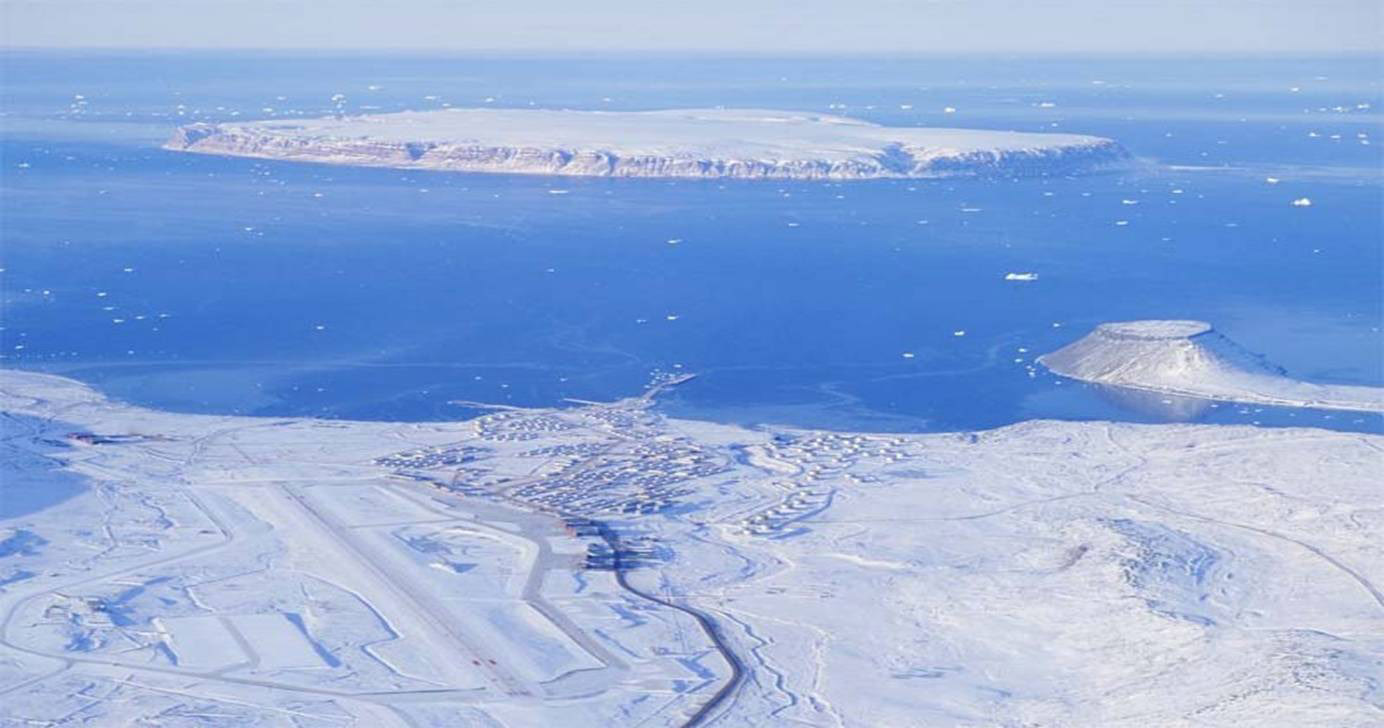
Hình ảnh từ trên lớn hơn
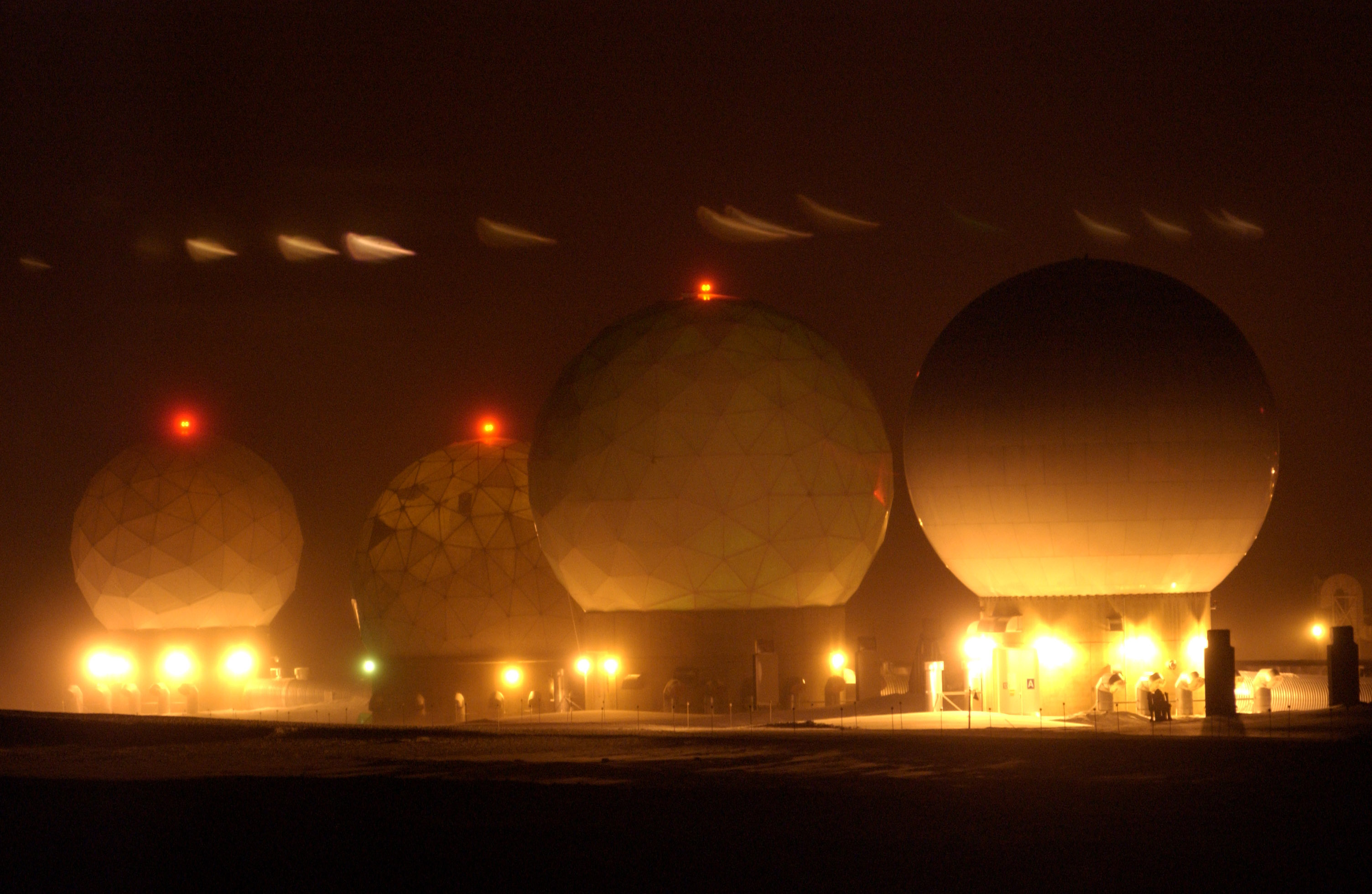
Radomes, golf ball-like coverings for satellite dishes at Thule
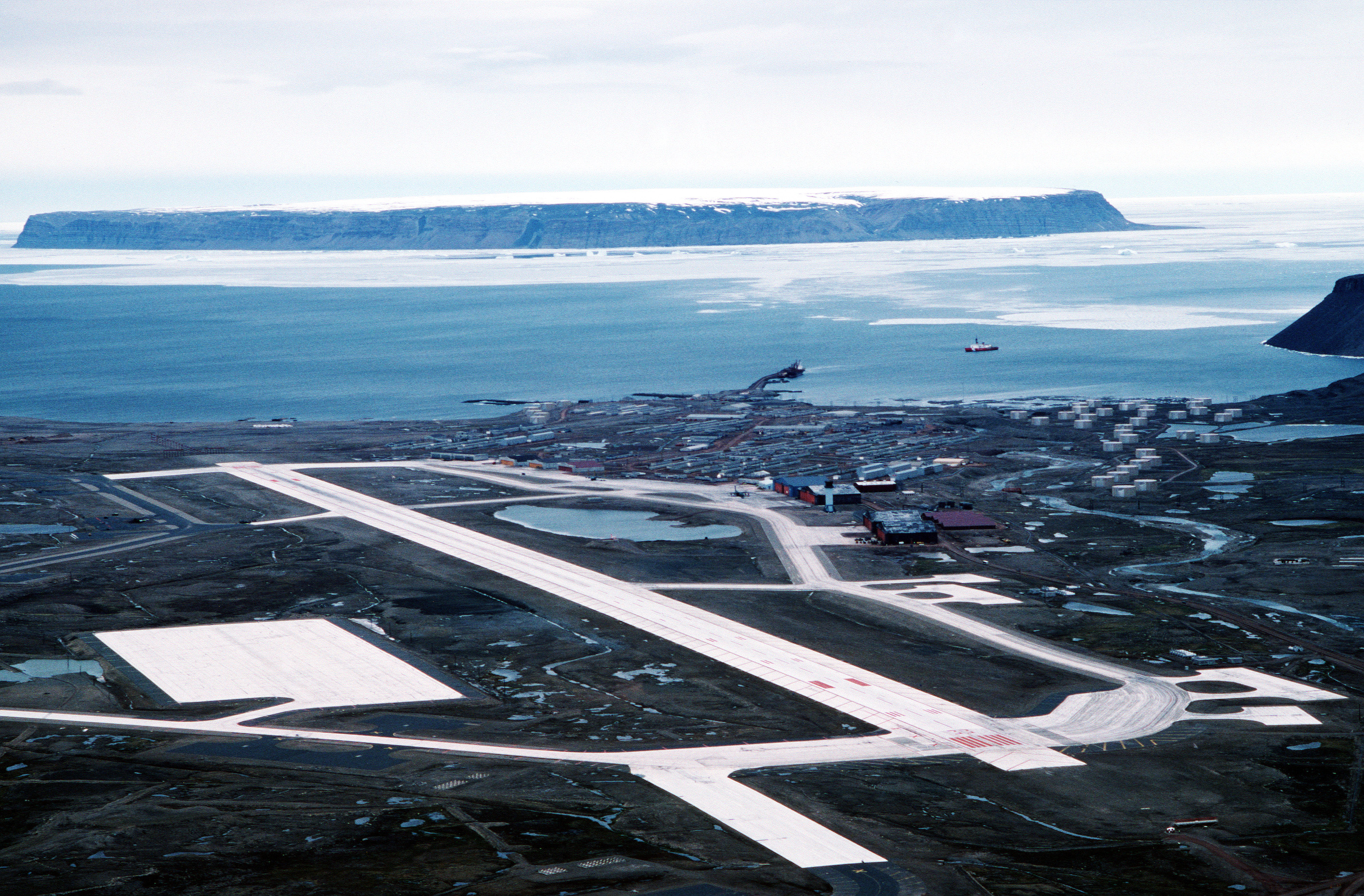
Cảnh từ trên không năm 1989